# Náchod (Adelsgeschlecht)

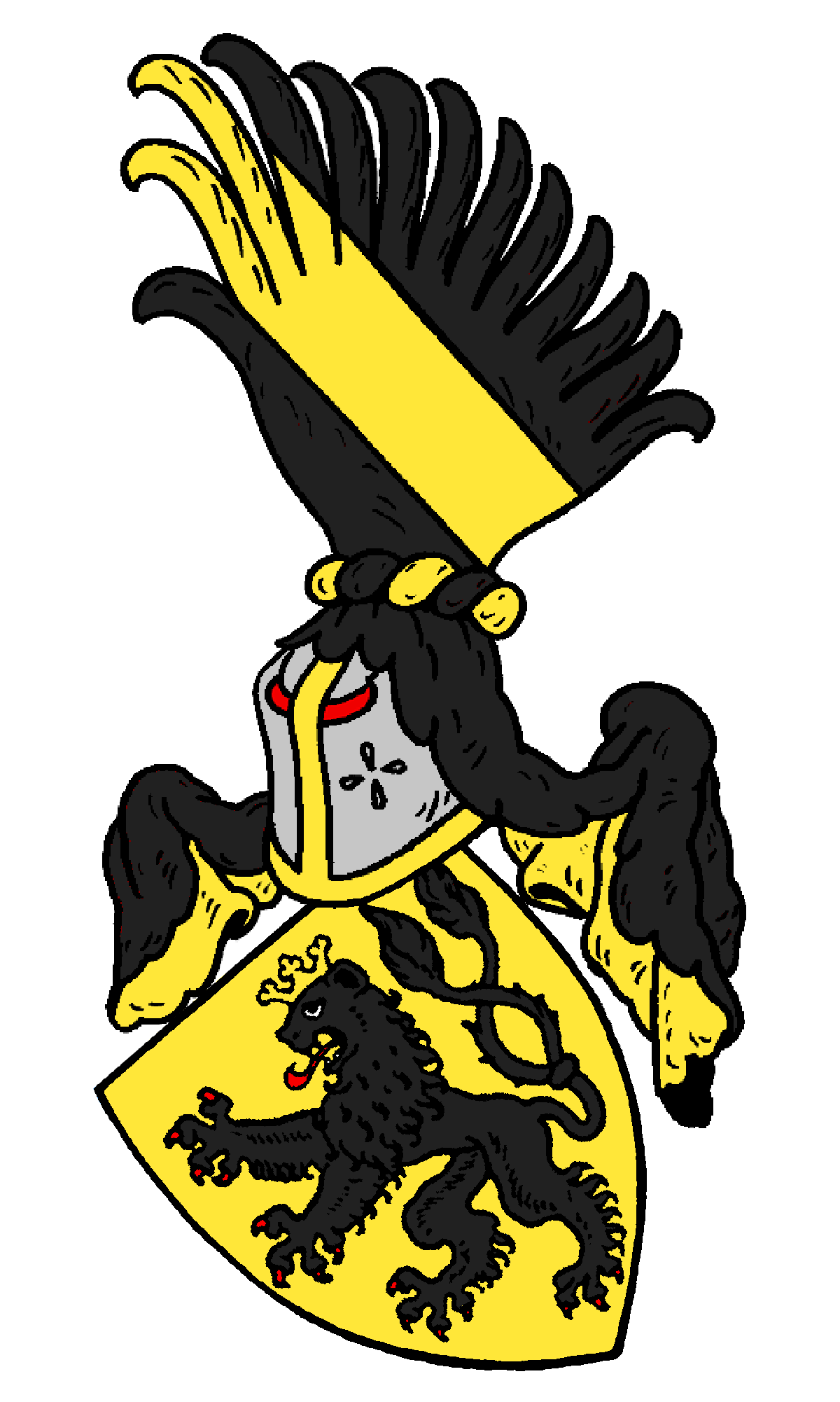
Stammwappen derer von Náchod

Die Herren von Náchod (tschechisch Páni z Náchoda) waren ein böhmisches Adelsgeschlecht, dessen Stammsitz die ostböhmische Stadt Náchod war. Ab dem 14. Jahrhundert bezeichnete sich ein Familienzweig nach der mährischen Feste Březník als Březnický von Náchod (Březničtí z Náchoda).

## Geschichte
Der erste bekannte Vorfahre der Herren von Náchod war ein Načerat aus dem Stamm der Načeraticer (Načeraticové). Es ist möglich, dass er jener Načerat war, der zusammen mit seinem Bruder Smil 1188 in einem Dokument des Přemysliden-Herzogs Friedrich für den Johanniterorden erwähnt wurde. Als dessen Sohn wird ein Pakoslav angesehen, der 1239 in einem Schriftstück des mährischen Markgrafen Přemysl belegt ist und später eine bedeutende Rolle am Königshof erlangte. Pakoslavs Söhne waren Načerat und Hron, die vom König, vermutlich wegen der Stellung ihres Vaters, mit der Kolonisation Ostböhmens beauftragt worden waren.
- Načerat ist, wie sein Bruder Hron, erstmals für das Jahr 1241 belegt. Nach 1241 erhielt er am Rande des Böhmischen Paradieses das Land nordwestlich und nördlich der späteren Stadt Jičín. Vor 1258 errichtete er die Burg Brada, die er bis 1263 hielt. Dessen Sohn Lév musste die Burg Brada 1304 an König Wenzel II. abgeben und erhielt stattdessen das Dorf Štítary.

- Hron, der seinem Vater in der Stellung am königlichen Hof folgte, erhielt das weiter östlich gelegene Gebiet an der mittleren Metuje (Mettau). Erstmals belegt ist er am 19. Oktober 1241 zusammen mit seinem Bruder Načerat in einem Dokument des Königs Wenzel I. Damals traten sie als Zeugen einer Stiftung des Deutschen Ordens in Miletín auf, wobei sie als „Nacherat et Hrono fratres, filii Pacozlay“ (Brüder Načerat und Hron, Söhne des Pakoslav) bezeichnet wurden. Um 1250 legte Hron an einem strategisch wichtigen Platz die Burg Náchod an, die vermutlich ein königliches Lehen war. Sie lag oberhalb des Landespfades, der von Prag über Náchod, weiter durch den zu Böhmen gehörenden Glatzer Kessel verlief und über den Pass von Wartha nach Schlesien führte.

Mit dem Prädikat „von Náchod“ ist Hron als „Gron de Nachod“ erstmals in einer lateinischen Urkunde des Břevnover Abtes Martin vom 9. August 1254 belegt, mit der die Grenze zwischen der Herrschaft Nachod und dem Břevnover Filialkloster Politz festgelegt wurde. Sie verlief von Machau entlang des Flusses Židovka bis zu deren Einmündung in die Mettau. Die weiteren Grenzen von Hrons Herrschaft Nachod sind für die damalige Zeit nicht schriftlich belegt. Es wird jedoch angenommen, dass sie im Westen an die Besitzungen der Burg Riesenburg entlang der Aupa grenzten. Im Osten dehnte sich die damals dünn besiedelte Herrschaft Nachod entlang des Landespfades bis zum Flussgebiet der Reinerzer Weistritz aus. Dieses liegt jenseits des Hummelpasses, der von der höher gelegenen Hummelburg aus überwacht wurde. Am 14. November 1256 wurde Hron von Náchod in einem Schriftstück des Königs Ottokar II. Přemysl erwähnt und am 3. November 1260 trat er zusammen mit seinem Bruder Načerat als Zeuge in einer Urkunde des Klosters Břevnov auf. Mit dieser Urkunde bestätigte König Ottokar II. Přemysl dem Kloster den Politzer Sprengel (Polický újezd). Zugleich bestätigte er dem Kloster das Gebiet hinter den Braunauer Wänden, das bis 1260 zum Glatzer Land gehörte und das sich das Kloster vorher zu Unrecht angeeignet hatte. Am 25. März 1263 bezeugten beide Brüder eine Urkunde des Königs für das Kloster und die Stadt Leitomischl.
Letztmals erwähnt wurde Hron von Náchod in einer Urkunde aus dem Jahr 1289, als er zusammen mit Vítek von Aupa/Alt-Trautenau (Vítek z Ùpy), Tas von Wiesenburg (Tas z Vízmburka) und Vítek von Turgov (Vítek z Turgova) bezeugte, dass König Wenzel II. dem Schweidnitzer Herzog Bolko I. die bis dahin zu Böhmen gehörende Stadt Schömberg mit den umliegenden Dörfern übergab.
Erwähnung fand Hron von Náchod auch in der Dalimil-Chronik. Danach soll er zusammen mit Smil von Lichtenburg (Smil Světlický z Lichtenburka) und Gallus d. J. von Lämberg (Havel mladší z Lemberka) im Auftrag des böhmischen Königs an einer Wahl des Römisch-deutschen Königs teilgenommen haben, wobei Dalimil Hron als den „Weisesten“ unter ihnen bezeichnete. Deshalb soll Hron vom gewählten Römisch-deutschen König eine Wappenbesserung erhalten haben. Der Original-Text in der Dalimil-Chronik lautet: „Hron tu byl v radě ze všie rady múdřějším nazván, proto jmu říšškým králem černý lev na zlatém ščítě dán“ (Hron wurde unter den Räten als der Weiseste bezeichnet, deshalb verlieh ihm der Römische König ein Wappen mit einem schwarzen Löwen auf goldenem Grund). Da der die drei Adligen entsendende böhmische König von Dalimil namentlich nicht erwähnt wird, wurde bisher angenommen, dass die 1247 durchgeführte Wahl des Gerulfingers Wilhelm von Holland gemeint war. Neuere Forschungsergebnisse gehen davon aus, dass es eher die zehn Jahre später, kurz nacheinander durchgeführten Wahlen des Königs Richard von Cornwall bzw. des Gegenkönigs Alfons von Kastilien gewesen sein werden. Diese Version ist deshalb überzeugender, weil weder das Prädikat „von Náchod“ noch die Stadt Náchod selbst für das Jahr 1247 urkundlich belegt sind. Andererseits vermuten einzelne Historiker, dass dieser Teil von Dalimils Chronik frei erfunden wurde, um die Bedeutung und das Ansehen der drei beteiligten Adelsgeschlechter zu erhöhen.
Nachfolger des Hron von Náchod war vermutlich sein Sohn Ješek von Náchod, der mit seinem gleichnamigen Sohn allerdings erst für das Jahr 1321 belegt ist. Um 1325 musste er zusammen mit seinem Bruder Hron Burg und Herrschaft Nachod mit dem böhmischen König Johann von Luxemburg gegen Kostelec nad Černými Lesy (Costelicz in Nygra Sylva) tauschen. Danach nannten sich Mitglieder der Familie zeitweise auch „Herren von Kosteletz und Náchod“ (Páni z Kostelce a z Náchoda).

### Mährischer Familienzweig
Ab der ersten Hälfte des 14. Jahrhunderts ist ein mährischer Zweig der Herren von Náchod belegt. Dort erwarben sie nachfolgend zahlreiche Besitzungen und nannten sich nach der Feste Březník „Březnický von Náchod“ (Březnický z Nachoda beziehungsweise Březničtí z Náchoda im Plural). Bekanntestes Mitglied dieses Zweiges war
- Georg/Jiří Březnický von Náchod, ab 1619 „Březnický von Náchod und Lichtenburg“ (* 1549; † 29. Oktober 1634); 1614 vermählte er sich mit Alena, Tochter des Karl d. Ä. von Žerotín und der Eliška Kraiger von Kraigk.[2] Georg/Jiří unterstützte auf seinen Besitzungen die Böhmischen Brüder. Er stand zusammen mit Albrecht von Waldstein als Obrist im Dienste der mährischen Stände. Nachdem sich diese dem Ständeaufstand in Böhmen beteiligten, wollte sich Georg/Jiří mit seinem Regiment im Frühjahr 1619 der Kaiserlichen Armee anschließen. Nach der Meuterei seiner Offiziere floh Georg/Jiří nach Wien, wo ihn Kaiser Ferdinand II. zum Reichsgrafen mit dem Prädikat „von Lichtenburg“ (z Lichtenburka) erhob.[3][4] Seine mährischen Güter wurden von den Aufständischen konfisziert. 1620 kehrte Georg/Jiří nach Mähren zurück, er erhielt Vergebung durch die protestantische Union und fand Zugang zum Kreis um König Friedrich I. Im Zuge der Friedensverhandlungen zwischen der Union und der Katholischen Liga wurde er im selben Jahre kurzzeitig unter dem Verdacht des Verrats inhaftiert. Nach der Schlacht am Weißen Berg 1620 erhielt er seine Besitzungen zurück und konnte sie um weitere Güter aus dem Besitz von bestraften Aufständischen erweitern. In dieser Zeit trat Georg/Jiří zum Katholizismus über. Er erfreute sich der Gunst des Landesherrn Ferdinand II., der ihn zum Kaiserlichen Rat und zum Oberstlandrichter von Mähren ernannte. Mit dessen Sohn Ferdinand Leopold Graf von Náchod und Lichtenburg erlosch das Geschlecht der Herren von Náchod 1672 im Mannesstamm.

## Wappen
Das Stammwappen zeigt in Gold einen gekrönten, doppelschwänzigen schwarzen Löwen. Auf dem Helm mit schwarz-goldenen Decken ein mit goldenem Schrägbalken belegter schwarzer Flug.

## Besitzungen in Böhmen
- Stadt und Herrschaft Náchod mit dem Städtchen Hronov (vor 1250 – um 1325)
- Burg und Herrschaft Schwarzkosteletz (um 1325–1415)

## Besitzungen in Mähren
- Boskovštejn
- Burg Kraví Hora
- Grešlové Mýto
- Hluboké
- Horní Dunajovice (Oberdannowitz; 1505–1615)
- Horní Kounice (1581–1672)
- Hrotovice
- Hostim
- Ingrowitz (1632–1672)
- Kunčina Ves
- Lačnov
- Letovice
- Lissitz
- Mißlitz (1626–1661)
- Mohelno
- Ober- und Neustudenetz; das Renaissance-Schloss Neustudenetz wurde unter dem Kämmerer Jaroslav Bohuchval von Náchod fertiggestellt.
- Slavětice
- Štěchov
- Strachujov
- Vohančice
- Želetice u Znojma[6]
- Žerotice (Zerotitz)